# Bulgarisk-ortodoxa kyrkan
Bulgarisk-ortodoxa kyrkan, eller Bulgariska ortodoxa kyrkan (bulgariska: Българска православна църква; translitteration: Bûlgarska pravoslavna tsărkva; kyrkslaviska: Болга́рскаѧ правосла́внаѧ цр҃ковь), är en autokefal östortodox kristen kyrka och som är en av de slaviska ortodoxa kyrkorna.  
Kyrkan har omkring 6,5 miljoner medlemmar i Bulgarien och mellan 1,5 och 2,0 miljoner medlemmar i ett antal andra länder, däribland Sverige, Australien, samt Nord- och Sydamerika. 
Det bulgariska autokefala patriarkatet erkändes av Konstantinopelpatriarkatet 927, vilket gör den bulgarisk-ortodoxa kyrkan till den äldsta autokefala kyrkan i världen efter de fyra östliga patriarkaten: Konstantinopel, Alexandria, Antiochia och Jerusalem. 

## Kanonisk ställning och organisation
Den bulgariska ortodoxa kyrkan räknas som en oskiljbar medlem av den enda, heliga, synodiska och apostoliska kyrkan och är organiserad som en självstyrande enhet med namnet patriarkat. Den är indelad i elva stift inom Bulgarien och två ytterligare stift för bulgarerna i Väst- och Centraleuropa samt Nord- och Sydamerika och Australien. Stiften är indelade i 58 kyrkoprovinser som i sin tur är indelade i cirka 2600 församlingar.  
Den högsta makten över hela den bulgariska ortodoxa kyrkan utövas av heliga synoden som innefattar patriarken av Bulgarien och biskoparna för stiften. Församlingarnas kyrkoliv leds av församlingspräster som är ungefär 1500 till antalet. Dessutom har kyrkan runt 120 kloster i Bulgarien med omkring 200 munkar och nästan lika många nunnor.

## Stift

### Stift i Bulgarien
- Vidins stift (bulgariska: Видинска епархия).
- Vratsas stift (Врачанска епархия).
- Lovetjs stift (Ловчанска епархия).
- Veliko Tărnovos stift (Търновска епархия).
- Dorostols och Tjervens stift (Доростоло-червенска епархия) (med säte i Ruse).
- Varnas och Preslavs stift (Варненско-преславска епархия) (med säte i Varna).
- Slivens stift (Сливенска епархия).
- Stara Zagoras stift (Старозагорска епархия).
- Plovdivs stift (Пловдивска епархия).
- Sofias stift (Софийска епархия).
- Nevrokops stift (Неврокопска епархия).

### Utrikes stift
- Central- och Västeuropas stift (med säte i Berlin, Tyskland).
- Amerikas, Kanadas och Australiens stift (med säte i New York, USA).

## Den bulgariska ortodoxa kyrkans historia

### Tidig kristendom på Balkan

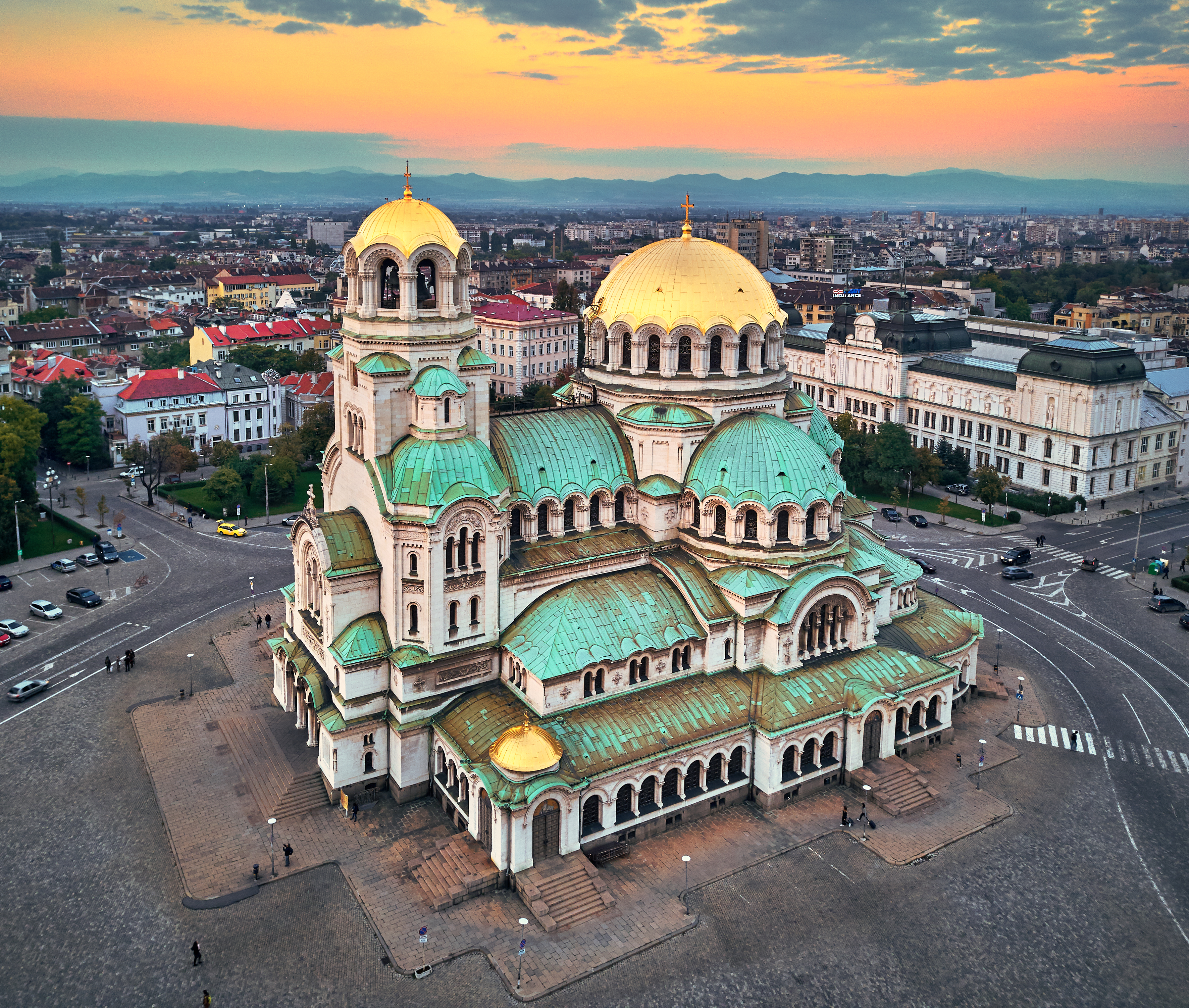
Alexander Nevskij-katedralen i Sofia, Bulgarien.

Den bulgariska ortodoxa kyrkan har sitt ursprung i de blomstrande kristna gemenskaper och kyrkor som upprättades på Balkan så tidigt som de första århundradena efter Kristus. Kristendomen infördes till Balkan av Paulus under första århundradet efter Kristus, när också de första organiserade kristna gemenskaperna bildades. I början av 300-talet hade kristendomen blivit den dominerande religionen i området och städer som Serdica (Sofia), Filippopolis (Plovdiv) och Adrianopel (Edirne) var viktiga centra för kristendomen i Romerska riket. 
Under 300- och 400-talen utsattes området för invasioner och på 500- och 600-talen flyttade slaver och protobulgarer in. Kyrkans organisation i området skadades men förstördes inte. Kristendomen spreds från de kvarstående kristna grupperna till de nya slaviska inbyggarna och i mitten av 800-talet var majoriteten av de bulgariska slaverna, i synnerhet de som bodde i Thrakien och Makedonien, redan kristnade. Även inom eliten bland protobulgarerna spreds kristendomen. Först 865 skapades förutsättningarna för att bilda en oberoende bulgarisk kyrklig enhet, genom att Boris I av Bulgarien officiellt antog kristendomen.

### Upprättandet av den bulgariska ortodoxa kyrkan

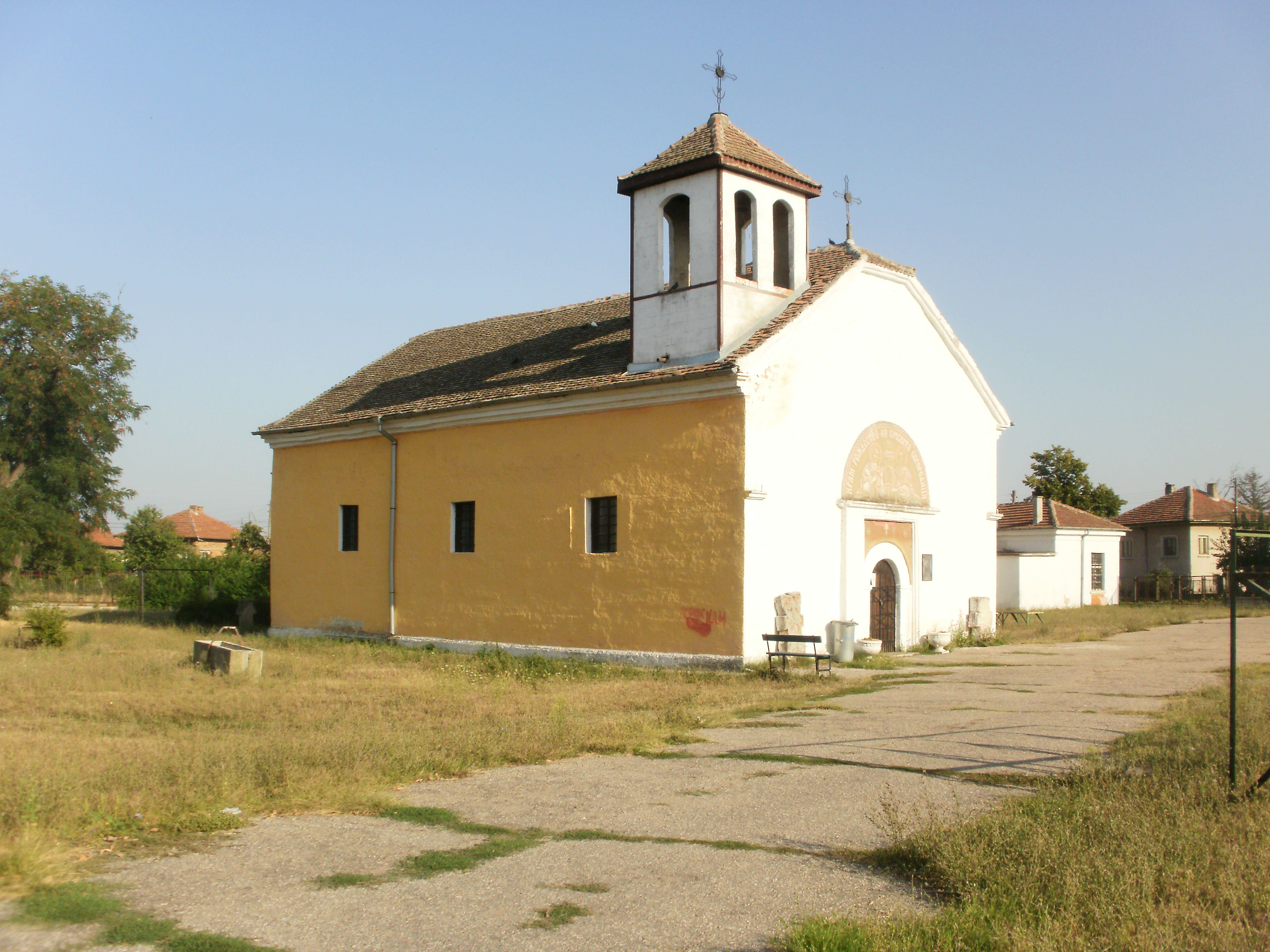
Jungfru Mariаs födelses kyrka i Dunavtsi, Bulgarien.

Från första början ansåg Boris I att ett kristet Bulgarien behövde en autokefal kyrka för att hävda sin självständighet och prestige. Han manövrerade därför mellan patriarken i Konstantinopel och påven i Rom i fem år innan det åttonde ekumeniska konciliet 870 tillerkände Bulgarien ett självstyrande ärkebiskopsdöme. Detta hade sitt säte i den dåvarande bulgariska huvudstaden Pliska och stiftet omfattade hela Bulgariens territorium. Dragkampen mellan Rom och Konstantinopel avgjordes genom att det bulgariska ärkebiskopsdömet ställdes under patriarken av Konstantinopels jurisdiktion och därifrån fick sin första ledare, sitt prästerskap och teologiska litteratur. 
Även om ärkebiskopsdömet åtnjöt full intern autonomi var Boris I:s mål inte uppfyllda. Liturgin var grekiskspråkig och prästerskapet bysantinskt, vilket varken gynnade bulgarernas kulturella utveckling eller statens konsolidering. När Kyrillos och Methodios lärjungar anlände till Bulgarien 886 innebar det en ny möjlighet. Boris I gav dem i uppdrag att undervisa den kommande bulgariska prästerskapet i det glagolitiska alfabetet och den slaviska liturgi som utarbetats av Kyrillos på grundval av det slaviska folkspråket i trakten av Thessaloniki. 893 utvisades det grekiska prästerskapet från landet och det grekiska språket ersattes med fornkyrkoslaviskan.

### Bulgariska ortodoxa kyrkan blir autokefal

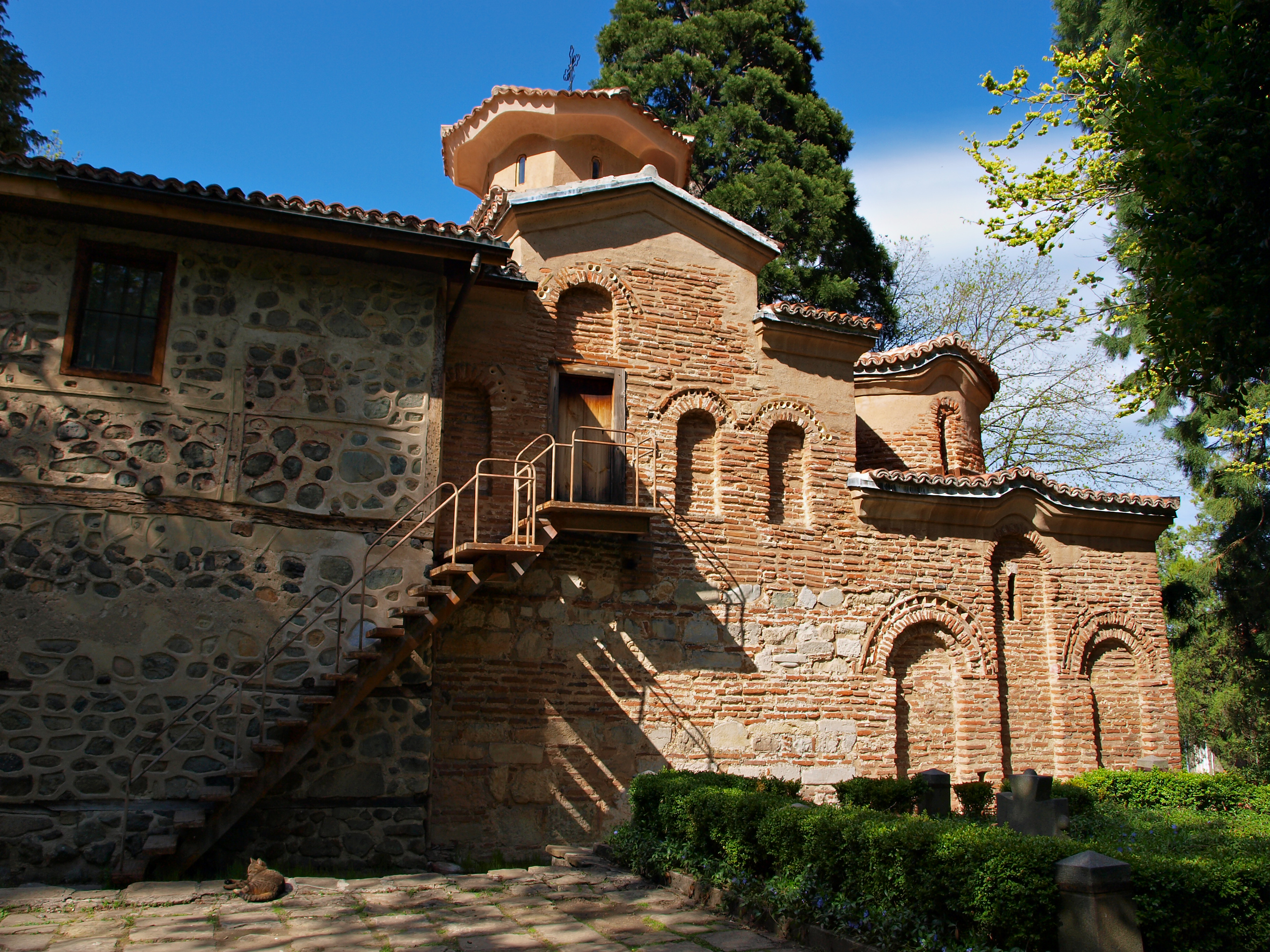
Bojanakyrkan, vid utkanten av Sofia, Bulgarien.

Efter att bulgarerna segrat över bysantinarna i två slag utropades det bulgariska ärkebiskopsdömet som autokefalt och upphöjdes till ett patriarkat vid ett kyrkligt och nationellt rådslag som hölls 919. Efter att Bulgarien och Bysantinska riket slutit ett fredsfördrag 927 som avslutade det nästan 20-åriga krig som utkämpats mellan dem erkände patriarkatet i Konstantinopel den bulgariska ortodoxa kyrkans autokefala ställning och patriarkatsvärdighet. Därmed blev det bulgariska patriarkatet den femte autokefala östligt ortodoxa kyrkan, långt före serbisk-ortodoxa kyrkan (1346) och rysk-ortodoxa kyrkan (1596). Patriarkatets säte blev den nya bulgariska huvudstaden Preslav, men patriarken bodde antagligen i staden Drastar (Silistra), ett gammalt kristet centrum som var känt för sina martyrer och kristna traditioner.

### Ärkebiskopsdömet i Ohrid
5 april 972 erövrade den bysantinske kejsaren Johannes I Tzimiskes Preslav och brände ner staden. Han tillfångatog Bulgariens tsar Boris II. Patriarken Damjan lyckades fly, först till Sredets (Sofia) i västra Bulgarien. Under de följande åren var de bulgariska patriarkernas vistelseort starkt kopplad till utvecklingen i kriget mellan den nästa bulgariska monarkistiska dynastin,  Komitopuli, och det bysantinska riket. Patriarken German bodde först i Voden (Edessa), sedan i Maglen och sedan i Prespa (båda i nuvarande nordvästra Grekland). Runt 990 flyttade den nästa patriarken, Filippos, till Ohrid, som också blev patriarkatets permanenta säte. 
Efter att Bulgarien kommit under bysantinsk överhöghet 1018 erkände kejsare Basileios II den bulgariska ortodoxa kyrkans autokefala ställning och bestämde dess privilegier i kungliga dekret. Kyrkan degraderades dock från patriarkat till ärkebiskopsdöme. Den förste ärkebiskopen som tillsattes var bulgar, men hans efterträdare och nästan hela det högre prästerskapet var greker. Munkarna och de vanliga prästerna var fortsatt mestadels bulgarer, och ärkebiskopsdömet kunde därmed i hög grad behålla sin nationella särart, upprätthålla den slaviska liturgin och fortsätta att bidra till den bulgariska litteraturens utveckling. Ohrid-ärkebiskopsdömets autokefali respekterades fortsatt under de perioder av bysantinskt, bulgariskt, serbiskt och osmanskt styre som följde och kyrkan fortsatte att existera som ärkebiskopsdöme tills det upphävdes 1767.

### Tărnovo-patriarkatet

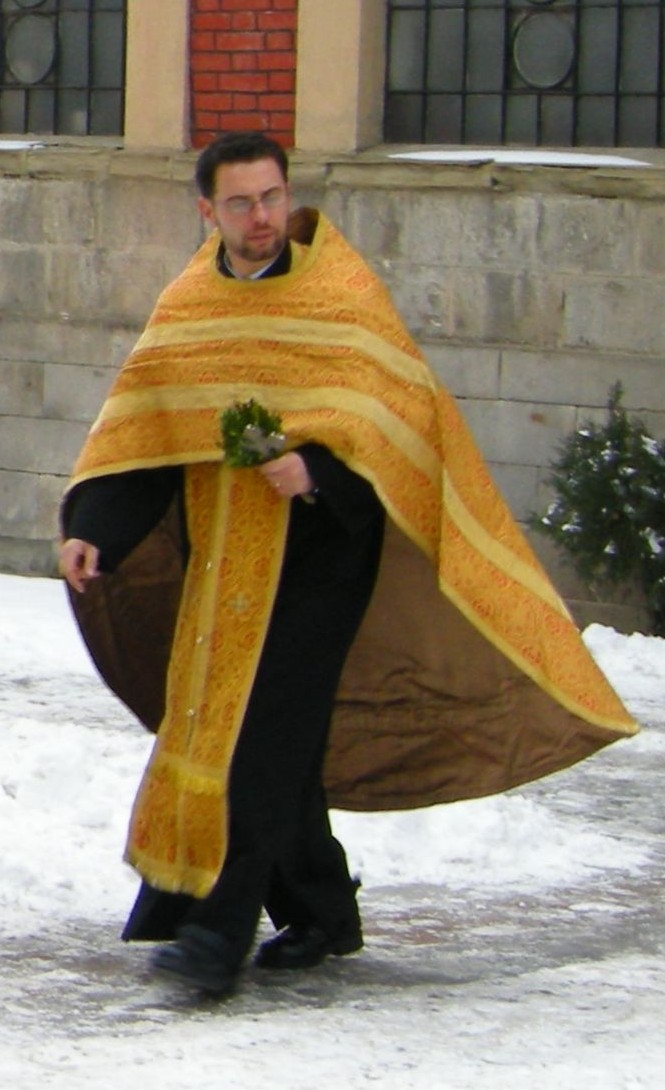
Bulgarisk-ortodox präst.

Som ett resultat av det lyckade uppror som leddes av bröderna Teodor I Peter och Ivan Asen I 1185/1186 lades grundvalen för den andra bulgariska staten med Tărnovo som huvudstad. Bröderna följde Boris I:s princip att statens suveränitet är oupplösligt förbunden med kyrkans autokefali och började genast verka för att återupprätta det bulgariska patriarkatet. Till att börja med upprättades ett självständigt ärkebiskopsdöme i Tărnovo 1186. Det tog emellertid nästan 50 år att få ärkebiskopsdömet erkänt i enlighet med den existerande kanoniska ordningen och upphöjd till patriarkat. Den bulgariske tsaren Kalojan följde Boris I:s exempel och manövrerade i åratal mellan patriarken i Konstantinopel och påven Innocentius III tills den senare slutligen förklarade Tărnovos ärkebiskop Vasilij som "Primat och ärkebiskop över hela Bulgarien och Valakiet" 1203. Föreningen med romersk-katolska kyrkan fortsatte i långt över tre årtionden. 
Under tsar Ivan Asen II:s regentperiod (1218–1241) uppstod slutligen förutsättningarna för att avsluta föreningen med Rom och för att få erkännande för den bulgariska ortodoxa kyrkans autokefala ställning. 1235 sammankallades ett kyrkomöte i staden Lampsakos. Med patriarken Germanios II av Konstantinopel som ordförande och med godkännande av alla östkyrkans patriarker erkände mötet den bulgariska ortodoxa kyrkans patriarkatsvärdighet och utnämnde den bulgariske ärkebiskopen German till patriark. 
Trots att Tărnovopatriarkatet krympte vid slutet av 1200-talet fortsatte det att vara mäktigt i den östortodoxa världen. Det var patriarken av Tărnovo som bekräftade den serbiska ortodoxa kyrkans patriarkatsvärdighet 1346, trots att patriarkatet i Konstantinopel reste invändningar. Det var också under patriarkatets beskydd som Tărnovoskolan inom litteraturen utvecklades under 1300-talet med lärde som Patriark Evtimij, Grigorij Tsamblak och Konstantin av Kostenets. Inom litteraturens, arkitekturens och målningens områden märktes ett betydande uppsving och den religiösa och teologiska litteraturen blomstrade. 
Då Tărnovo fallit under osmanerna 1393 och patriark Evtimij skickats i exil förstördes åter den autokefala kyrkoorganisationen. Det bulgariska stiftet underordnades patriarkatet i Konstantinopel. Det andra bulgariska religiösa centret, ärkebiskopsdömet i Ohrid, lyckades överleva ytterligare några århundraden (till 1767) som ett fäste för religiositeten.

### Osmanskt styre

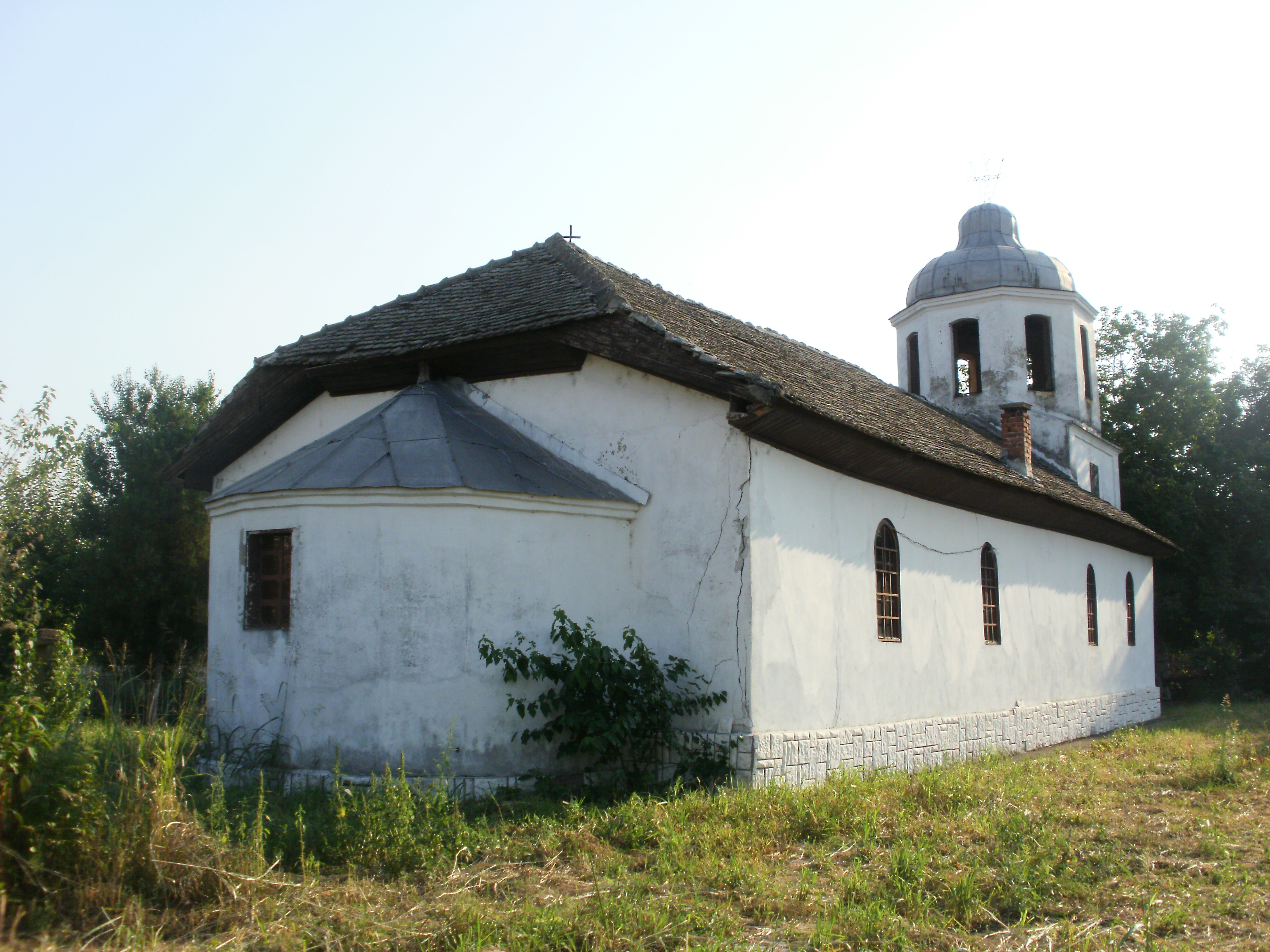
Heliga Treenighetens kyrka i Kosjava.

Perioden med osmanskt styre var svår för kyrkan. Under den osmanska erövringen och strax efter revs de flesta bulgariska kyrkor och kloster, inklusive patriarkkyrkan i Tărnovo, och de flesta som blev kvar gjordes om till moskéer. De flesta ur prästerskapet gick under och den intellektuella eliten runt Tărnovoskolan flydde till Serbien, Valakiet, Moldavien eller Ryssland.
Dessutom blev bulgariska ortodoxa kyrkan nu helt underordnad patriarken i Konstantinopel. Milletsystemet i Osmanska riket gav ett antal viktiga civila och rättsliga funktioner till patriarken i Konstantinopel och metropoliterna i stiften. Det högre bulgariska prästerskapet ersattes av greker. När den grekiska nationalismen växte under andra hälften av 1700-talet spreds en assimilationspolitik som strävade efter att få bulgarerna att tala grekiska och anamma en grekisk nationalitetskänsla. Ett antal skolor som uteslutande använde grekiska som undervisningsspråk öppnades och den bulgariska liturgin stoppades i stort sett i slutet av 1700-talet och början av 1800-talet. 
En viktig faktor i bevarandet av det bulgariska språket och bulgarisk nationell medvetenhet under perioden med osmanskt styre var de bulgariska klostren. Klostren fortsatte traditionerna med slavisk liturgi och bulgarisk litteratur. De förestod även klosterskolor och utförde andra utbildningsaktiviteter.

### Det bulgariska exarkatet

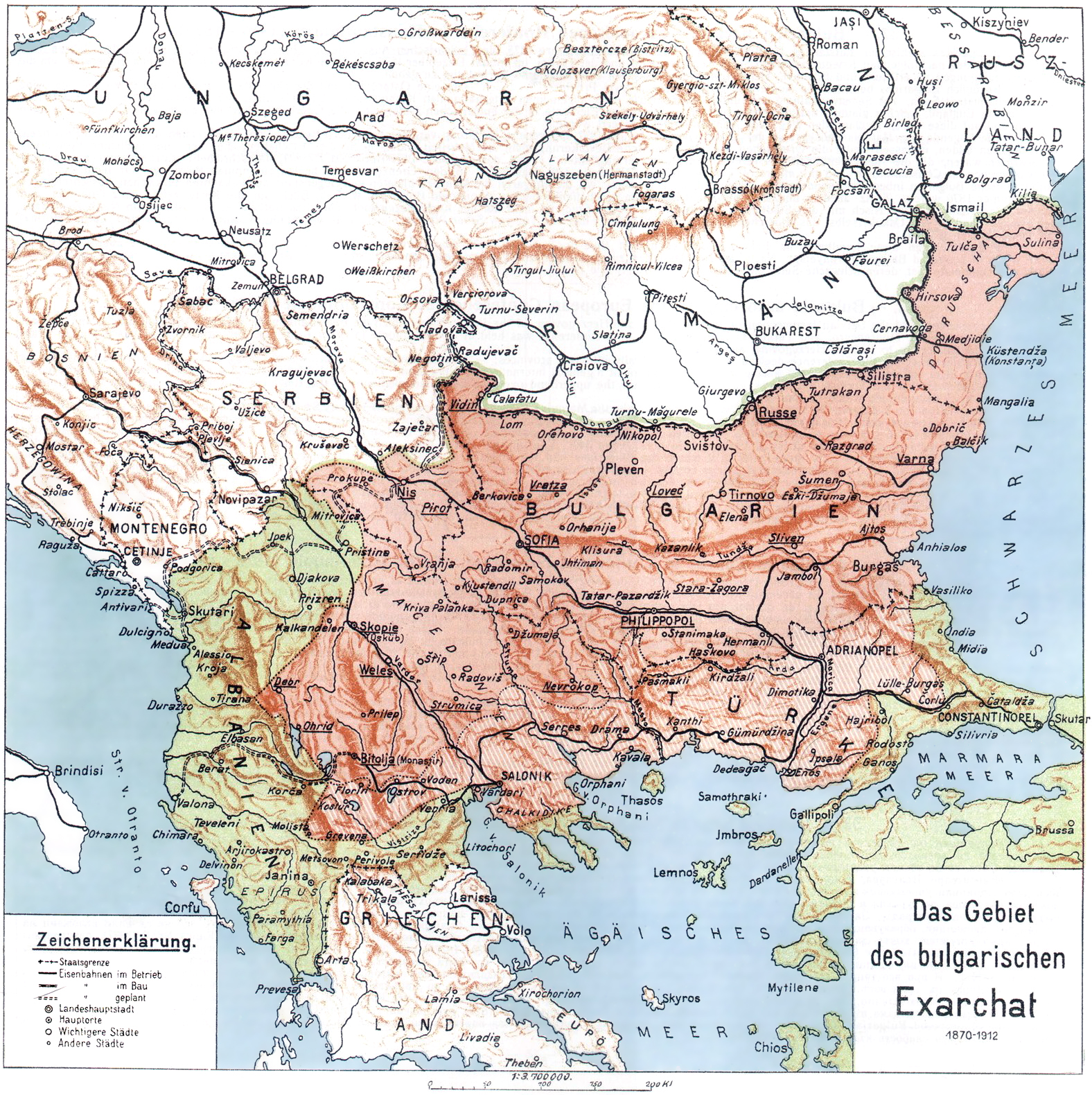
Karta över det bulgariska exarkatet (1870–1913).

1762 skrev Paisij Chilendarski (1722–1773), en munk från staden Bansko, en kort historisk skrift, Slavisk-bolgarisk historia, som var både den första skriften på modern bulgariska och det första ropet på en nationell uppväckelse. Han uppmanade bulgarerna att frigöra sig från underordningen under grekiska språket och kulturen. Hans exempel följdes av många andra. 
Missnöje med det grekiska prästerskapet visade sig i flera bulgariska stift redan på 1820-talet, men inte förrän på 1850-talet inleddes en målmedveten kamp för att ersätta det grekiska prästerskapet med bulgarer. Många bulgariska religiösa ledare gjorde en koppling mellan denna strävan och stävan att få viss autonomi från Konstantinopel. I osmanska riket identifierades nationalitet med religion och eftersom bulgarerna var östligt ortodoxa räknades de till “Roum-Milet”, det vill säga till grekerna. Om bulgarerna ville ha bulgariskspråkiga skolor och liturgi behövde de en oberoende kyrklig organisation.
Kampen mellan bulgarerna, under ledning av Neofit Bozveli och Ilarion Makariopolski, och grekerna intensifierades under 1860-talet. Det grekiska prästerskapet kastades ut från de flesta stiften vid slutet av årtiondet och hela norra Bulgarien, liksom de norra delarna av Thrakien och Makedonien hade i praktiken lämnat patriarkatet. Den osmanska regeringen erkände detta och återupprättade det bulgariska patriarkatet under namnet "bulgariska exarkatet" genom ett dekret (firman) från sultanen 1870. Det ursprungliga exarkatet omfattade nuvarande norra Bulgarien (Moesia), Thrakien utom vilayeten Adrianopel, liksom nordöstra Makedonien. Stiften Skopje och Ohrid anslöt sig 1874 och exarkatet var representerat av präster i andra områden. 
Bulgariska ortodoxa kyrkans beslut att lämna patriarkatet accepterades inte av Konstantinopel, som förklarade att det bulgariska exarkatet var splittrare och dess anhängare var kättare.
Den förste bulgariske exarken var Antim I, som valdes av exarkatets heliga synod i februari 1872. Under hans efterträdare, Josef I, lyckades exarkatet utveckla och utvidga nätverket av kyrkor och skolor. 
Efter första världskriget ledde fredsfördragen till att det bulgariska exarkatet berövades sina stift i Makedonien och egeiska Thrakien. Exarken Josef I flyttade från Istanbul till Sofia 1913. Efter att Josef I dött kunde kyrkan inte välja sitt överhuvud på trettio år.

### Det andra återupprättandet av det bulgariska patriarkatet
Förutsättningar för ett återupprättande av det bulgariska patriarkatet och för val av överhuvud för den bulgariska kyrkan åstadkoms efter andra världskriget. 1945 upphörde schismen mellan Bulgarien och Konstantinopel och patriarken i Konstantinopel erkände den bulgariska kyrkans autokefala ställning. 1950 antog den heliga synoden en ny stadga som beredde vägen för ett återupprättat patriarkat och 1953 valdes metropoliten i Plovdiv, Kyrillos, till bulgarisk patriark. Efter hans död 1971 valde kyrkan metropoliten i Lovetj, Maxim, till hans efterträdare, vilket han ännu är.

## Bulgarisk-ortodoxa kyrkor och kloster (urval)

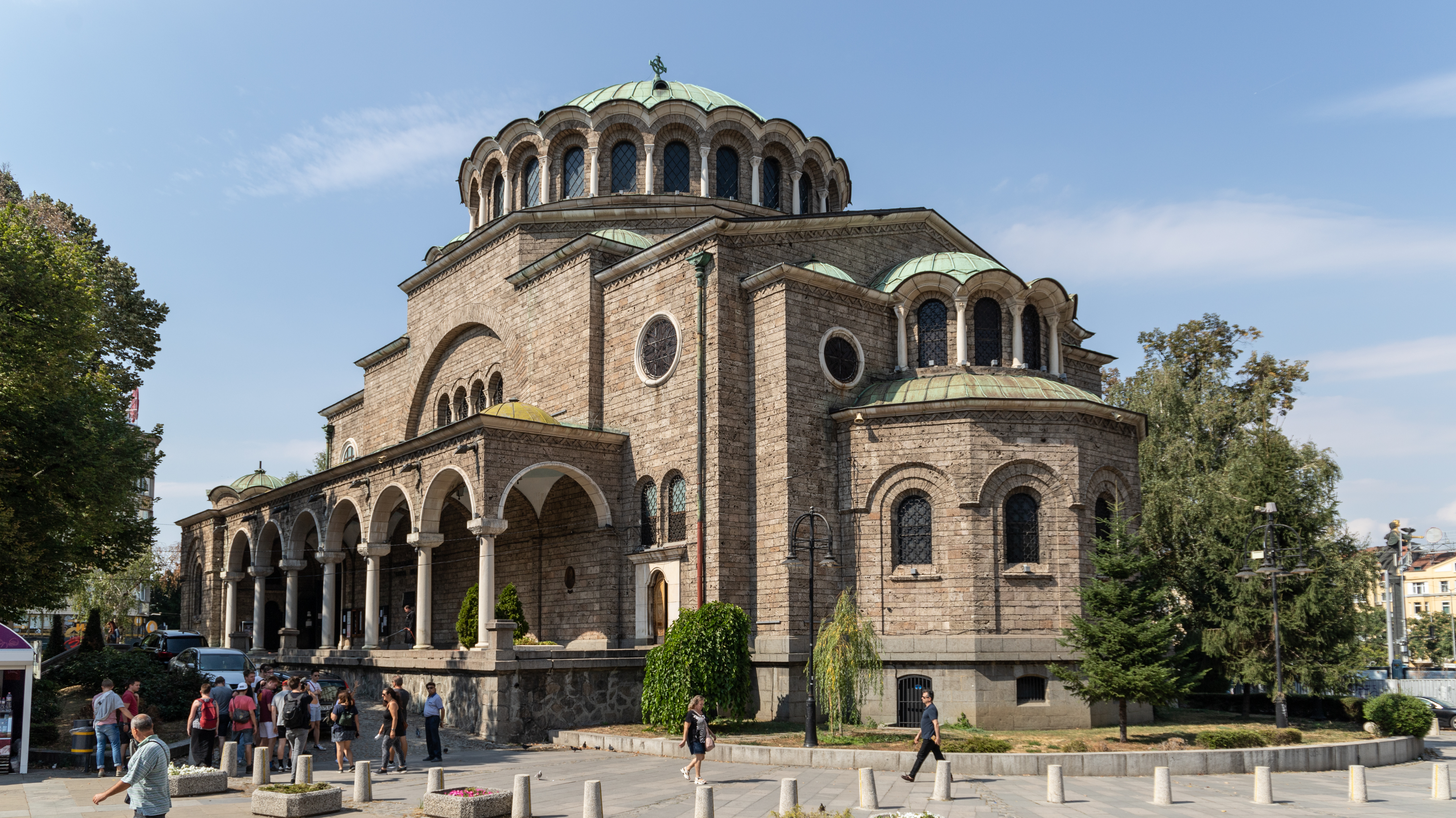
Sveta Nedelja-kyrkan i Sofia.
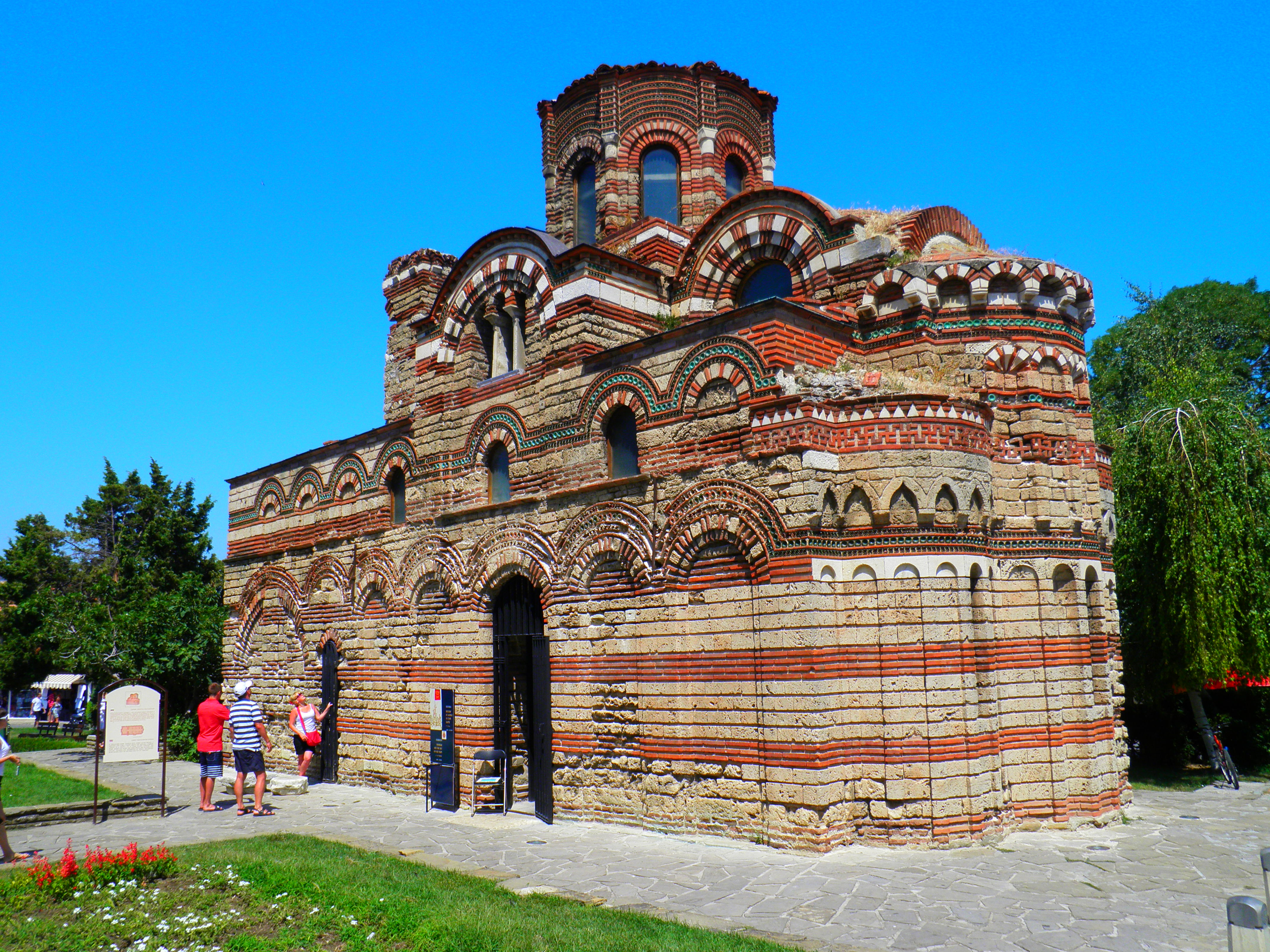
Kristus pantokrators kyrka i Nesebăr.
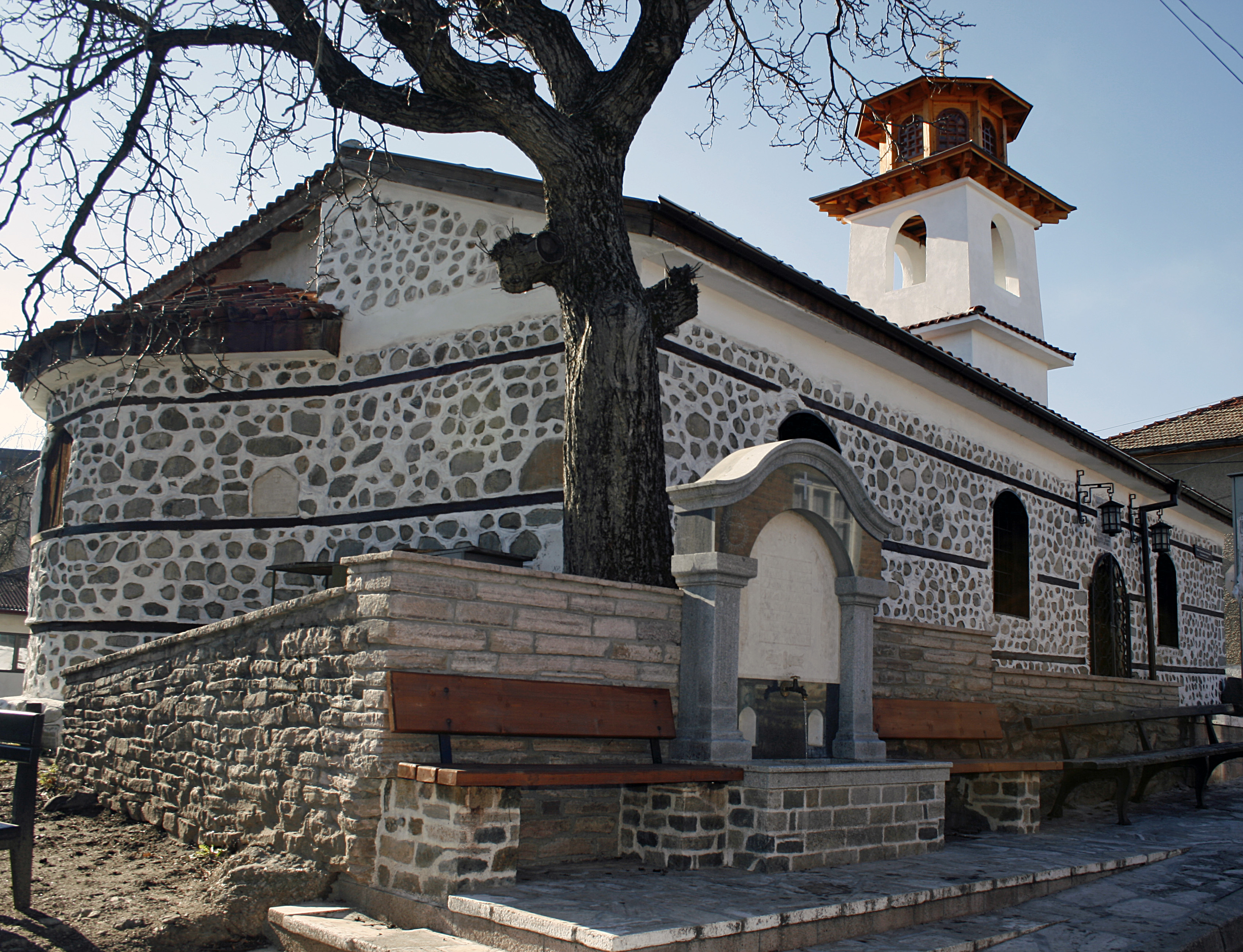
Guds moders avsomnandes kyrka i Dobrinisjte.
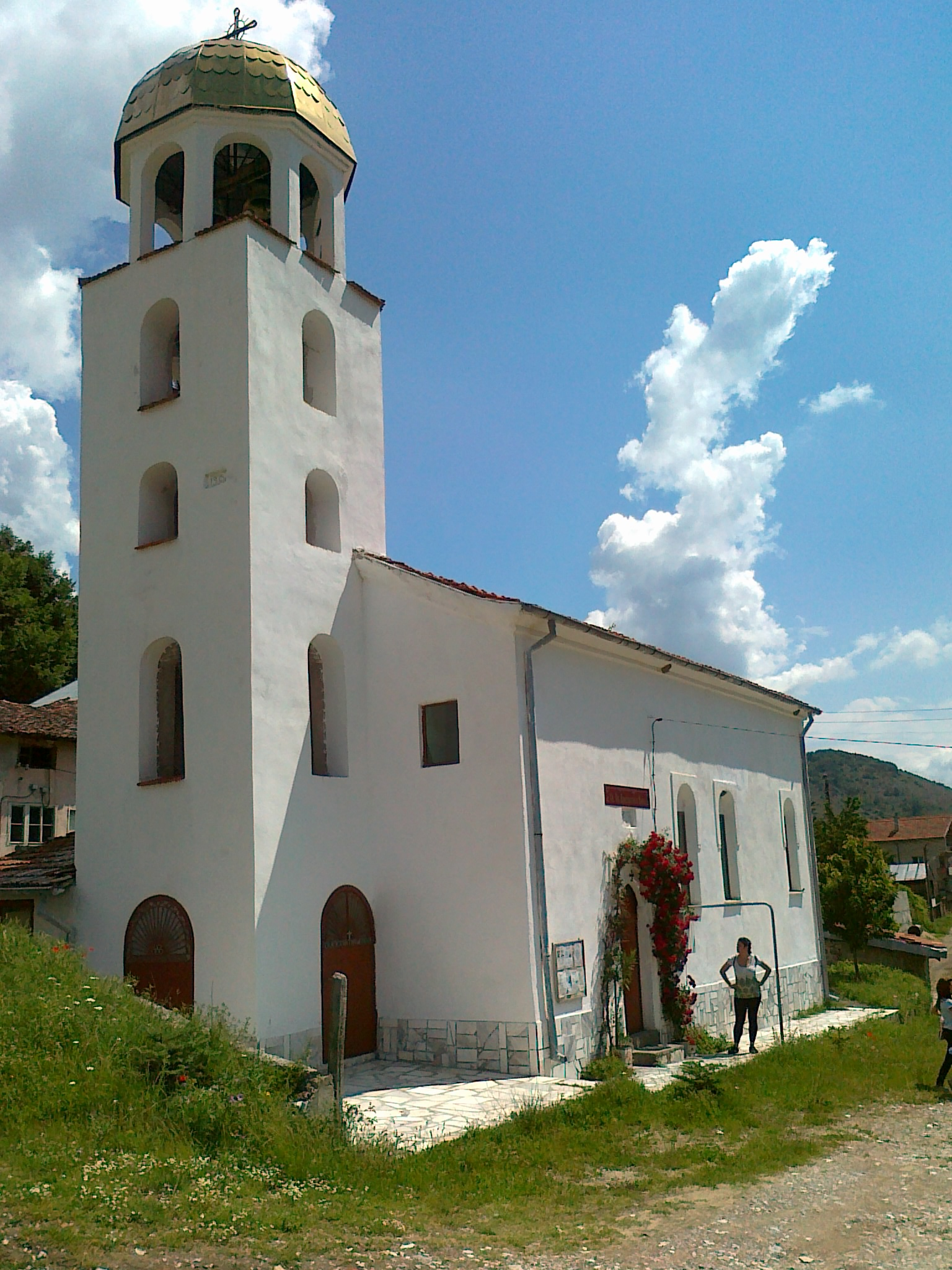
Helige Konstantins och Helenas kyrka i Paril.
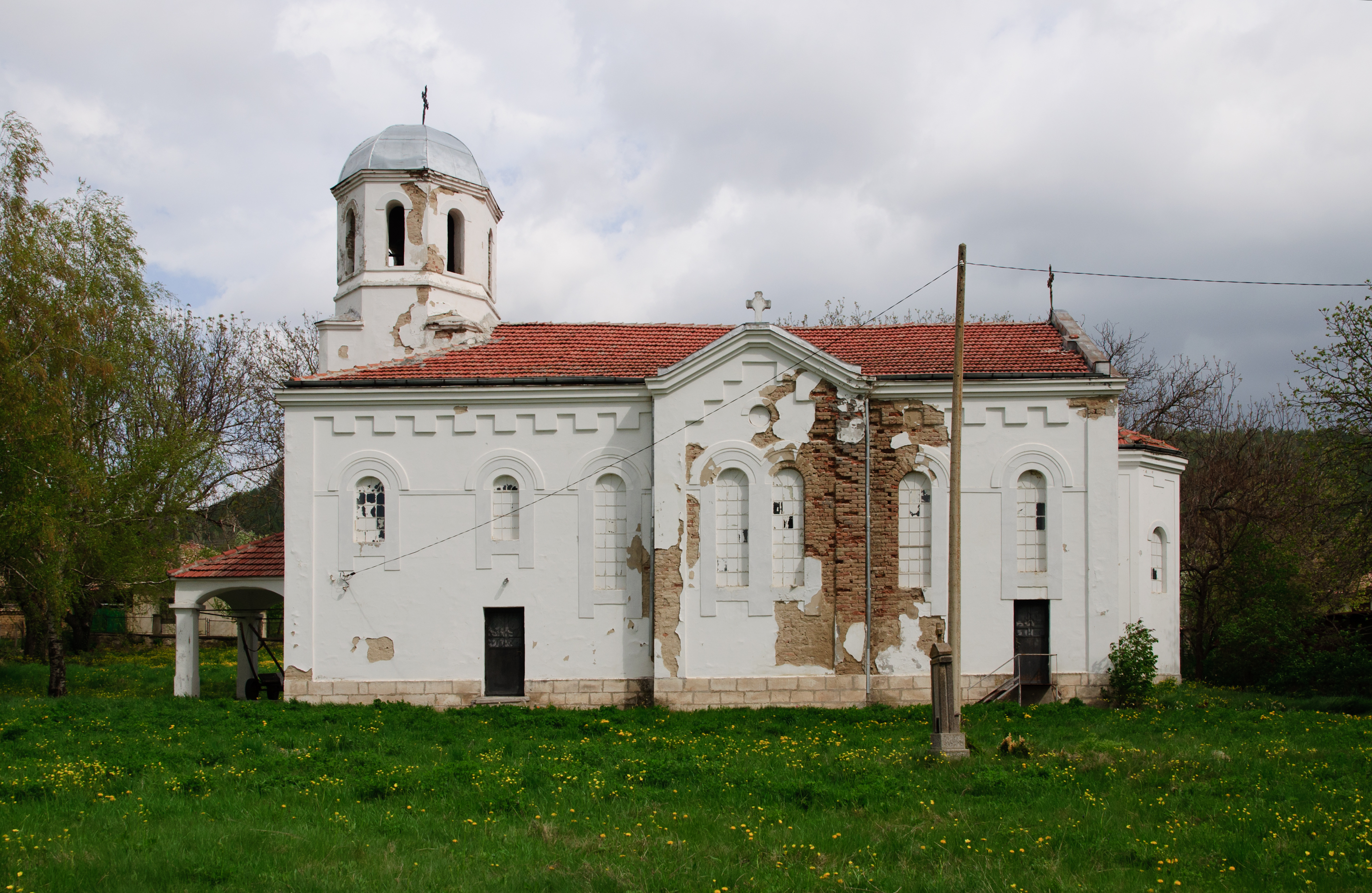
Heliga Treenighetens kyrka i Liljak.
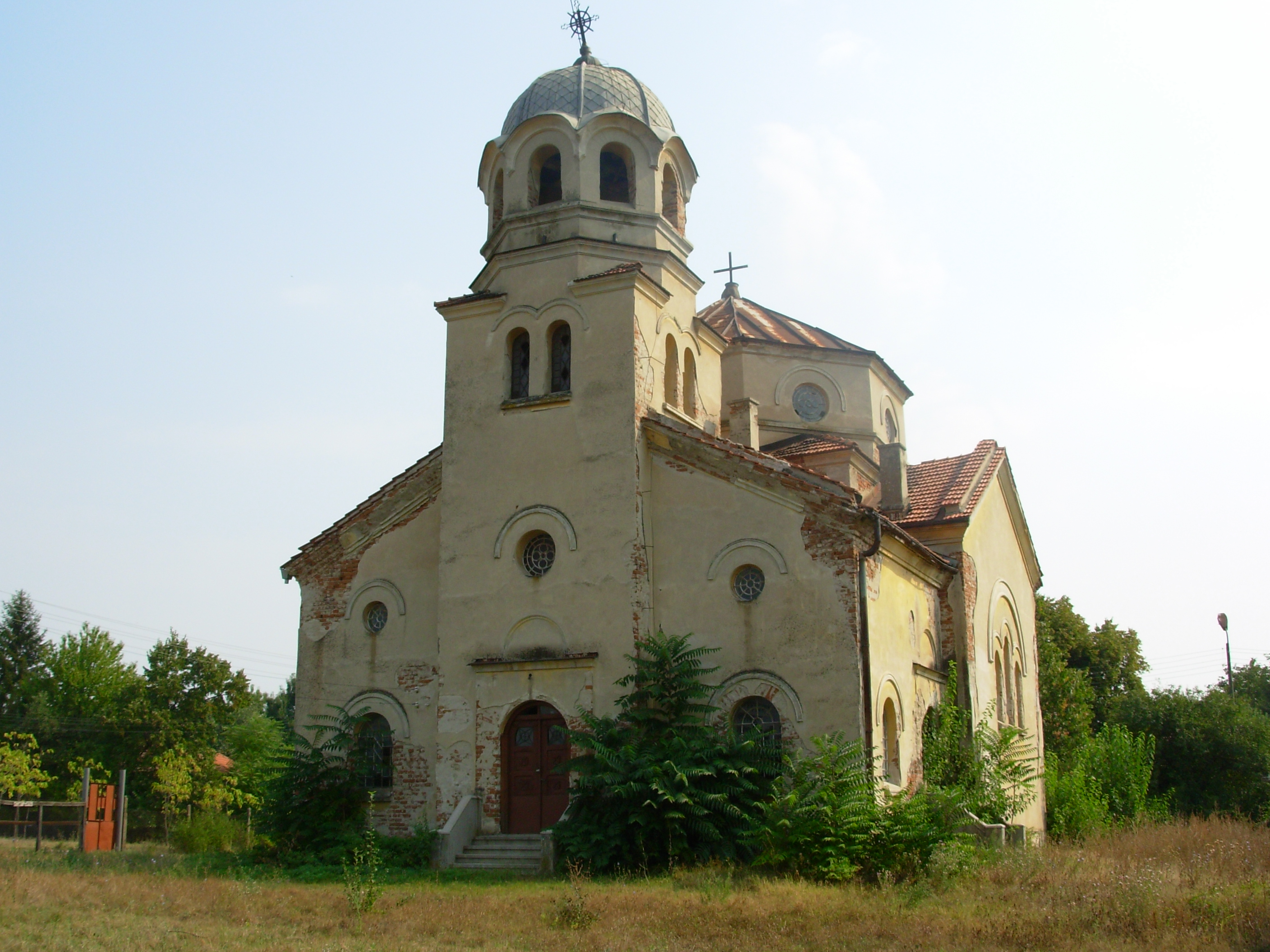
Heliga Treenighetens kyrka i Rakitnitsa.
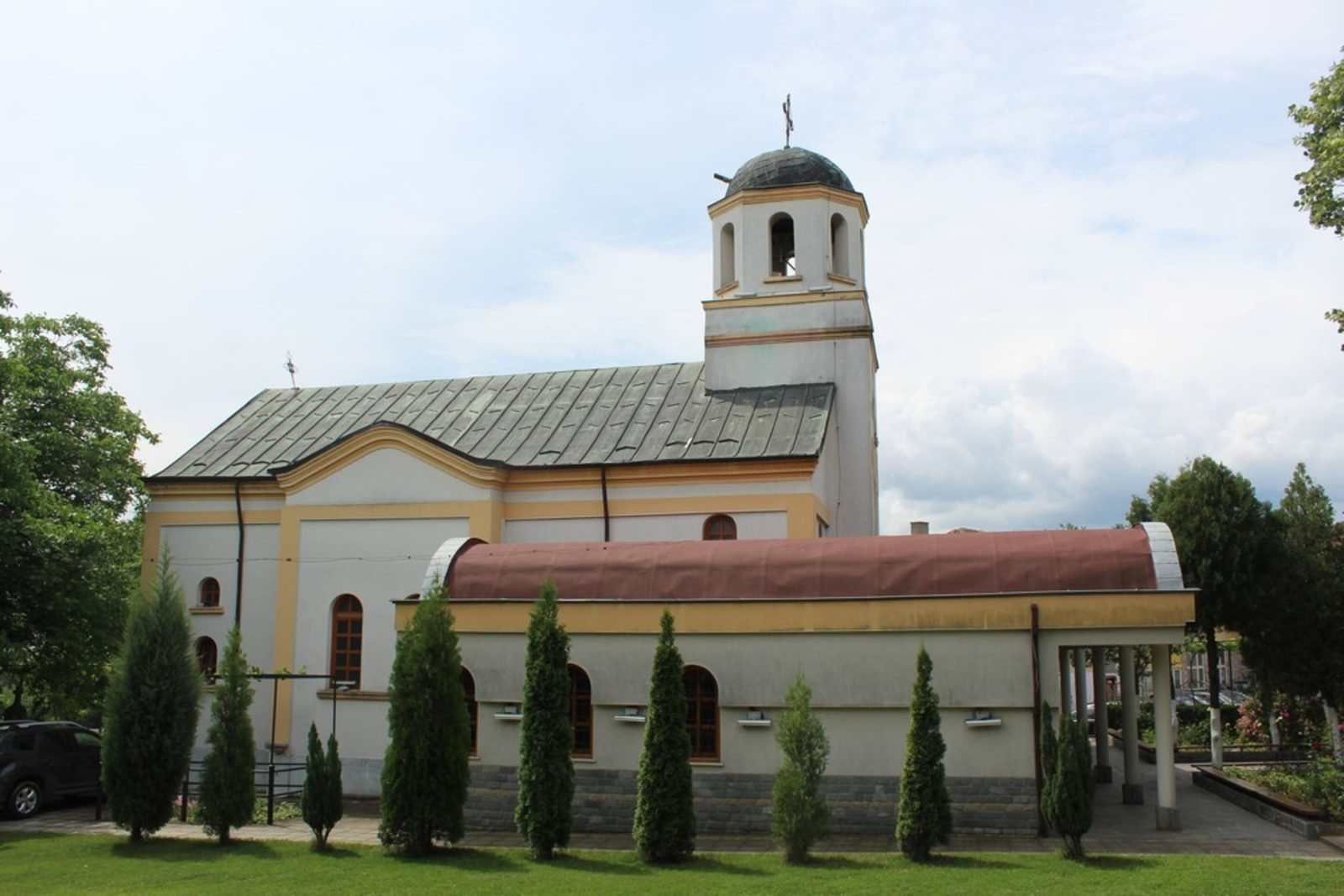
Jungfru Mariаs födelses kyrka i Simitli.
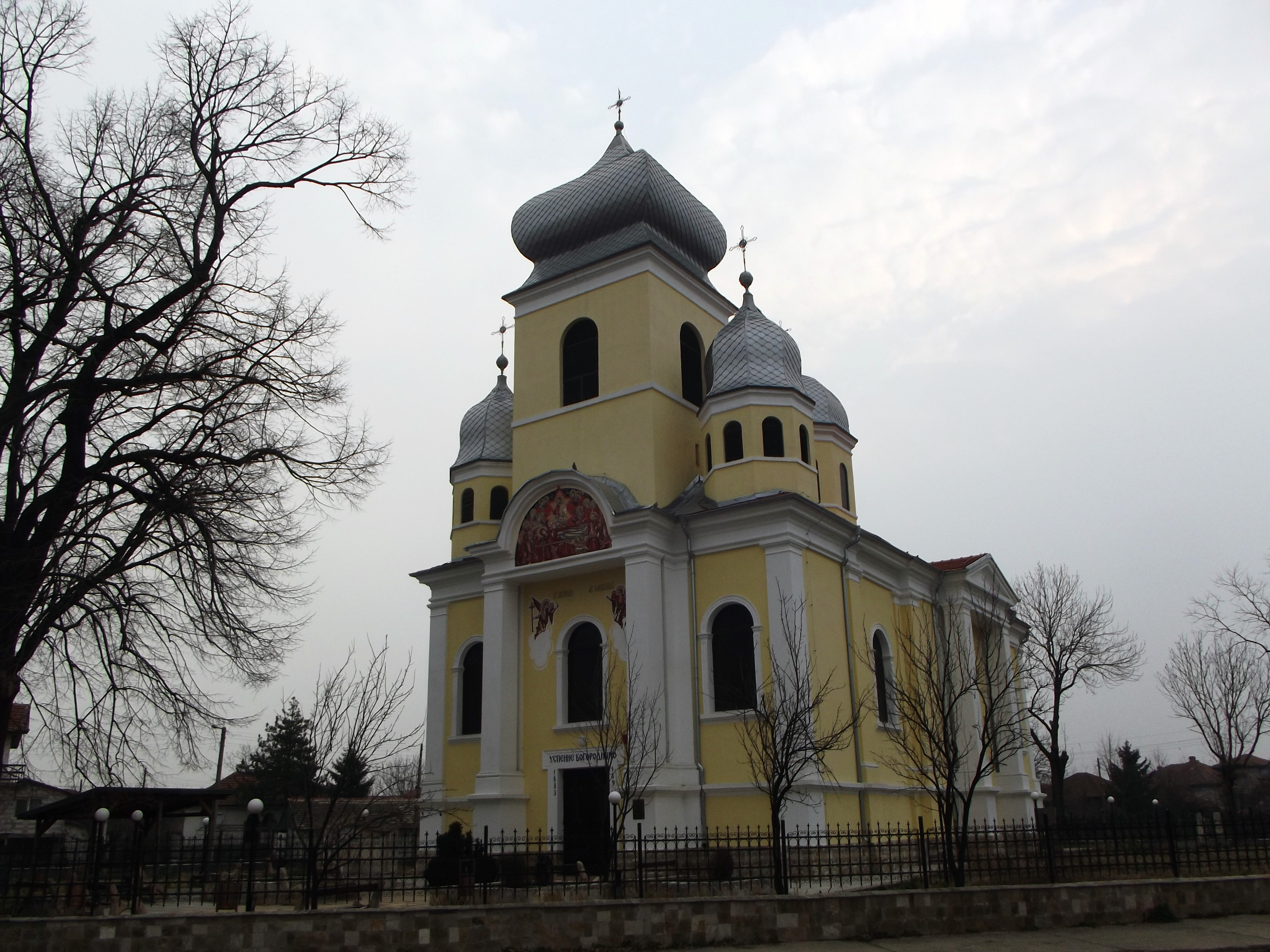
Guds moders avsomnandes kyrka i Novo selo.
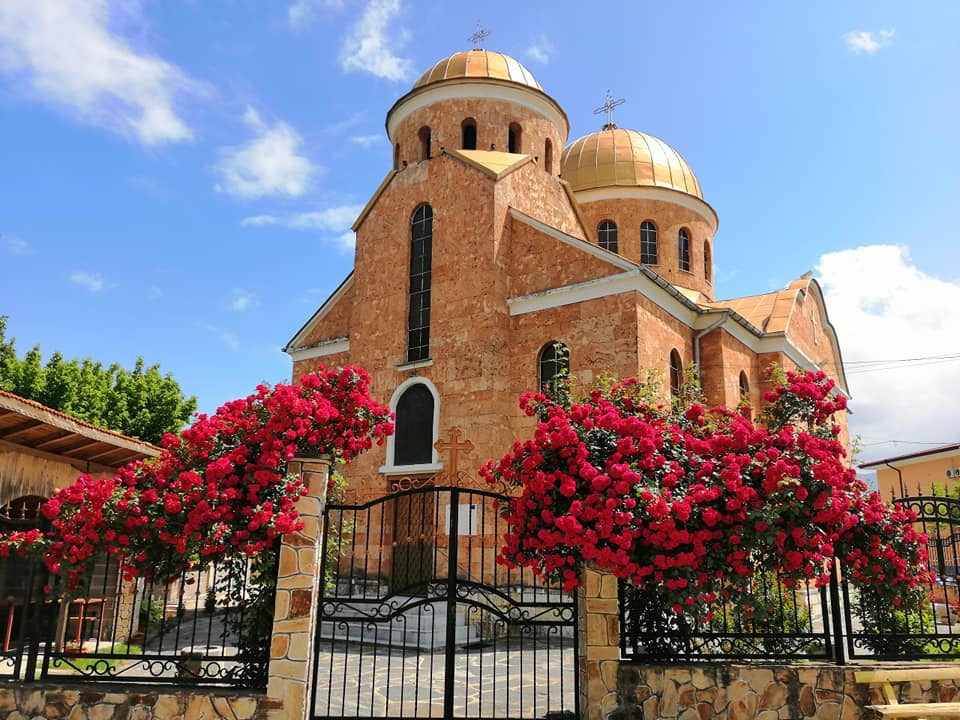
Ärkeängeln Mikaels kyrka i Krupnik.
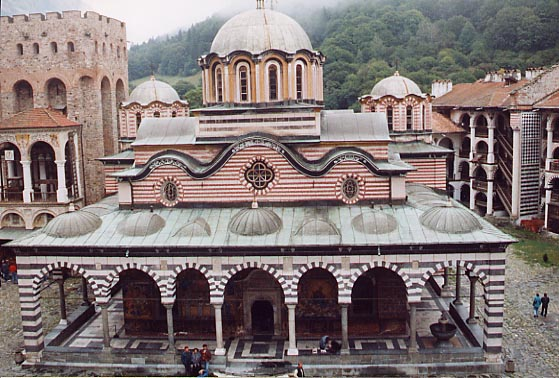
Rilaklostret på Rilabergen.